# Flugzeugunglück von Stockport
Das Flugzeugunglück von Stockport war der Absturz einer Canadair C-4 Argonaut von British Midland Airways nahe dem Stadtzentrum von Stockport im englischen Borough Greater Manchester, 8 km nordöstlich des Flughafens Manchester, am 4. Juni 1967. Dabei wurden 72 der 84 Personen an Bord getötet, die restlichen zwölf schwer verletzt. Damit gilt der Absturz als der viertschlimmste Flugunfall in der britischen Luftfahrtgeschichte.

## Unfallhergang
Die von Arrowsmith Holidays Ltd gecharterte Maschine hob um 5 Uhr morgens auf dem Flughafen Palma de Mallorca ab und sollte den Flughafen von Manchester anfliegen. Im Flugzeug befanden sich überwiegend von den Balearischen Inseln heimkehrende Urlauber.
Der Fluglotse des Zielflughafens gab der Besatzung des Cockpits nach Erreichen des ungerichteten Funkfeuers bei Congleton die Freigabe für einen Anflug mittels Instrumentenlandesystem. Kurz darauf fiel das rechte Triebwerk 4 aus, 15 Sekunden später das benachbarte Triebwerk 3.
Daher kündigten die Piloten an, durchzustarten. Beim zweiten Versuch, die Landebahn anzufliegen, geriet die Maschine aufgrund niedriger Geschwindigkeit und Flughöhe außer Kontrolle und stürzte um 10:09 Uhr Ortszeit auf ein freies Gelände zwischen mehreren Gebäuden nahe dem Stadtzentrum von Stockport. Trotz der hohen Bevölkerungsdichte der Gegend gab es am Boden keine Toten oder Verletzten. Zufällig am Unfallort befindliche Personen sowie Polizeibeamte schafften es noch, zwölf Menschen aus dem brennenden Wrack zu retten. Alle anderen Passagiere, die den Aufprall überlebt hatten, kamen dann jedoch in den Flammen ums Leben.

## Untersuchung
Sachverständige der Air Accidents Investigation Branch (AIB) legten sich auf Treibstoffmangel – ausgelöst durch einen technischen Defekt – als Unfallursache fest. Das Flugzeug war mit acht paarweise angeordneten Treibstofftanks ausgestattet, welche jeweils durch Umschaltventile miteinander verbunden waren. Jedes Paar war im Normalfall für die Treibstoffversorgung eines Triebwerkes zuständig, jedoch gab es auch die Funktion, mit Umschaltventilen Treibstoff in andere Tanks beliebig umzuleiten. Die Untersuchung ergab, dass durch einen Defekt zweier Ventile der Kraftstoff während des Sinkfluges in die vorderen beiden Tankpaare floss. Da sich nun in den anderen beiden Paaren kein Kraftstoff mehr befand, fielen deren Triebwerke aus. Bei Betätigung der Ventile ertönt normalerweise ein akustisches Signal; dieses wurde von der Besatzung jedoch entweder überhört oder es ertönte erst gar nicht.
Die AIB untersuchte außerdem die Art der Verletzungen bei den umgekommenen Passagieren. Autopsien ergaben, dass die Passagiere in den vorderen Sitzreihen durch den abrupten Stillstand nach hoher Geschwindigkeit Rasanztraumata erlitten und dadurch tödlich verletzt wurden. Weiter hinten befindliche Passagiere erlitten überwiegend Verletzungen an den Beinen, da die Sitzreihen wie bei einer Konzertina aufeinanderprallten. Dadurch war es den meisten dieser Passagiere unmöglich, sich selbst zu befreien und so dem Feuer zu entkommen.
Der überlebende Pilot konnte aufgrund fehlender Erinnerung keine Angaben zum Absturz machen, und die übrige Besatzung des Cockpits kam ums Leben. Der Kommandant wurde von der AIB von jeglicher Schuld freigesprochen.

## Mahnmal

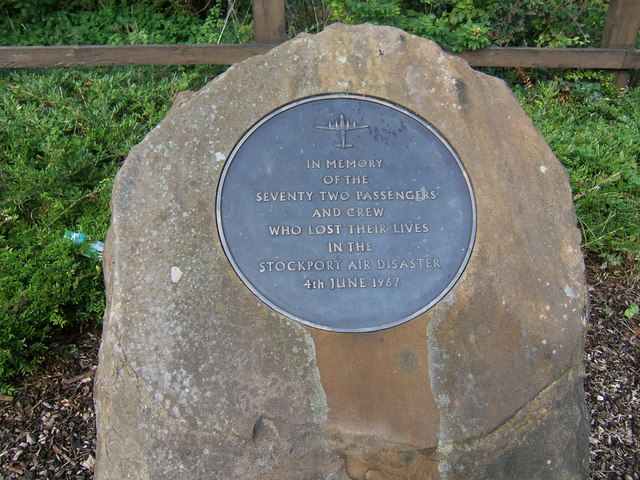
Mahnmal

1998 wurde an der Absturzstelle von Überlebenden ein Gedenkstein enthüllt. Auf ihm steht geschrieben:
IN MEMORY

OF THE

SEVENTY TWO PASSENGERS

AND CREW

WHO LOST THEIR LIVES

IN THE

STOCKPORT AIR DISASTER

4th JUNE 1967
2002 wurde mit Unterstützung des damaligen Premierministers Tony Blair eine Aktion gestartet, ein weiteres Mahnmal an gleicher Stelle für die Retter der Überlebenden aufzustellen, die bei ihrem Einsatz selbst ihr Leben riskiert hatten. Im Oktober 2002 wurde dieses Mahnmal schließlich eingeweiht. Aufgrund von Umgestaltungsmaßnahmen des Geländes an der Absturzstelle war 2007 geplant, die beiden Mahnmale während der Bauphase kurzzeitig zu entfernen. Das Neubauprojekt beinhaltete 375 Wohnungen, Werkstätten, Geschäfte, Büroflächen und einen großen öffentlichen Platz.